# Raúl Antonino Feijóo
Raúl Antonino Feijóo (9 de novembro de 1945) é um pesquisador brasileiro, membro titular da Academia Brasileira de Ciências na área de Ciências da Engenharia desde 3 de maio de 2011. Fez parte da coordenação do Laboratório Nacional de Computação Científica.
Foi condecorado na Ordem Nacional do Mérito Científico.